# Японска сьомга
Японската сьомга (Oncorhynchus masou) е вид лъчеперка от семейство Пъстървови (Salmonidae). Обикновено мигрира, като хвърля хайвера си в сладководни басейни, а след известно време малките се преместват в океана.
В първата фаза на живота си – при естествения подбор по-силните мъжки остават в сладките води на японските реки. Останалите заедно с женските се отправят към океана. Пътят е дълъг. Рибите преминават през метаморфози като смяна на цвета на люспите си както и гръдния им перка потъмнява, за да е по-добро приспособяване. Освен това в океана има много храна. Сьомгите натрупват маса през времето, което са в океана.
Лятото тръгват отново наобратно тласкани от инстинкта им за възпроизвеждане. След 3 месеца през есента те отново са в сладководните води на реките, където са се родили.
По пътя им към сладководните води има много препятсвия – някои от тях са водопади, както и животните, хранещи се с риба.
Когато минават през водопадите – сьомгите трябва да скочат във въздуха срещу течението на водата около метър, метър и половина.
Само най-силните и приспособените успяват да продължат напред за да имат шанс да се възпроизведат. Водопадите действат и като естествен подбор в природата.
Последното изпитание преди достигане на мястото за хвърляне на хайвер сьомгите трябва да минат през най-плитките части на реката.
Рибите отново преминават през промени като заостране на челюстите и почервеняване на телата им.
При достигане на сладководните басейни океанските сьомги отново се срещат със своите братя, които са останали в сладките води.
Пътуването е изтощително, но разликата между останалите и тези, които са пропътували пътя до океана и обратно е видима. Океанските риби са няколко пъти по-големи от речните. Речните достигат жива маса до 2 – 3 кг, докато соленоводните могат да достигнат до 15 кг.
При отделянето на хайверът между мъжките има борба за надмощие, което допълнително изтощава вече изморните сьомги.
Победителят печели правото да брани женската. По време на отделянето на хайвера, мъжкият плува до женската и отделя семенната си течност върху отделения от женската хайвер. Понякога и други мъжки се включват в осеменяването на хайвер като в процесът на отделяне на хайвер, те също пускат своята семенна течност, незабелязани от алфа-мъжкия.
След копулацията соленоводните обитатели са на предела на силите си и умират почти веднага след това. Така стават храна за много мечки, които трупат маса преди започването на зимния сезон и техния зимен сън. Докато сладководните, могат да останат още една година в реките.